# 毛利党
毛利党，是新西兰毛利民族倡导原住民权利的政党。其主要竞争对手是工党。该党致力于维护毛利人的文化传统 、消除系统性种族主义，以及加强懷唐伊條約中承诺的权利。同时通过“以毛利文化为中心”的视角，将民主社会主义和绿色政治政策结合起来。 这包括取消食品税、反对深海钻探、组织和资助毛利人卫生机构、将最低工资提高到每小时 25 美元、将环境保护部的土地归还给毛利人，以及减少无家可归者。自从维迪蒂和恩加雷瓦·帕克开始领导以来，该党的政治倾向为左翼进步主义和“为毛利人利益分毫不让”。
该党在2017 年选举中没有赢得任何席位，
在新的领导下，他们在2020 年选举中回归，拥有两名议员。

## 历史

### 编队
毛利党的起源可以追溯到2004年的潮间带-海床争议，这是关于毛利人是否对新西兰部分或全部潮间带-海床拥有合法所有权的争论。
毛利党的组织者图里亚是一名部长，她于2004年4月30日宣布打算退出工党。离开工党后，图里亚开始组织一个新的政党。他们和他们的支持者一致认为，新的政党名字要一目了然，就像“毛利党”。他们选择了黑色和红色（传统毛利颜色）作为政党颜色，毛利党领导人表示，他们希望将所有毛利人的政治运动团结起来。该党于2004年7月7日正式成立

### 2005年选举
在2005年选举中，毛利党赢得了7个毛利席位中的4个，获得了2.12%的党选票。但是该席次通常只被赋予三个席位，因此第四个选举席位是超额席次。

### 第一届任期
选举后期间，毛利党召开了一系列会议来决定是支持工党还是国家党，尽管党派内的领导人表示他们更愿意与工党打交道。然而那天，图里亚和总理海伦·克拉克私下会面，排除了正式联盟的可能性。再加上新西兰优先党、绿党和进步党的支持，毛利党本可以成为执政党。然而最终毛利党还是选择继续留在反对党，理由是他们不准备妥协自己的立场。 

### 2008年选举
在2008年大选中，毛利党保住了2005年赢得的全部四个席位，并从工党手中赢得了一个额外席位。
此次选举国家党赢得了最多席位，并在毛利党、新西兰行动党和联合未来党支持下组建了少数派政府。 

### 2014年选举
2014年大选中毛利党在议会中获得两个席位。 

### 2017年选举
在2017年大选之前，领导人内部发生冲突在选举中，他们未能获得任何席位，工党赢得了全部七个毛利选民席位。福克斯评论：工党横扫毛利人席位，毛利人“像被殴打的妻子一样回到了施虐者身边”。  在接下来的 12 个月内，该党的高层人物相继辞职。

### 2020 年选举
在 10 月举行的 2020 年大选中，毛利党以 1.2% 的党选票获得两名议员。
11月11日，前党共同领导人塔米埃雷毛利党两名候选人的“毛利选区”重新计票，声称毛利选民在 2020 年选举期间遭遇歧视。塔米赫里声称，重新计票的目的是揭露歧视性法律，他还声称，毛利选民在选举亭等待的时间更长，而且一些毛利人不被允许在毛利人名册上投票。

## 原则和政策
该党致力于促进新西兰原住民毛利人的权利和利益。该党认为自殖民化开始以来，毛利人日益被边缘化，成为新西兰的少数群体。 毛利党特别关注经济适用房、毛利人受到高等教育的机遇以及所有工人的生活工资毛利人是新西兰社会经济地位较低的社区之一，他们经济上最弱势的人。 在2020年代，毛利党被半岛电视台描述为进步派，并且比工党更加偏左。 （此前，在与国家党结盟期间，该党被描述为中间派。   ）
毛利党是为了回应2004 年的潮间带-海床争议而成立的，这场争议是关于毛利人是否对新西兰部分或全部浅滩和海底拥有合法所有权的争论。该党的创始人认为：
- 在英国殖民之前，毛利人拥有潮间带和海床；
- 懷唐伊條約没有具体提及前滩或海底；
- 懷唐伊條約后也无人购买或以其他方式获得前滩或海底；
- 因此，毛利人今天仍然拥有潮间带和海床。 [36][37]

2022 年怀唐伊日，该党呼吁解除伊丽莎白女王二世新西兰国家元首的职务，并将土地归还给毛利人。

### 重命名新西兰活动
2021 年 9 月，该党发起在线请愿书，目的是：
- 将国家的正式名称更改为长白云之乡
- 恢复所有城镇、城市和其他地名的毛利语名称。[40][41][42]

截至2021年9月17日，已有 51,000 人签署了请愿书。

## 选举结果

### 议会
| 选举年份 | 提名候选人数 | 毛利人席位数 | 赢得的席位数 | 政党票数 | 得票率（%） | 政府或反对党 |
| -------- | ------------ | ------------ | ------------ | -------- | ----------- | ------------ |
| 2005     | 42 / 51      | 4 / 7        | 4 / 121      | 48,263   | 2.12%       | 中立议员     |
| 2008     | 7 / 19       | 5 / 7        | 5 / 122      | 55,980   | 2.39%       | 政府支持党团 |
| 2011     | 11 / 17      | 3 / 7        | 3 / 121      | 31,982   | 1.43%       | 政府支持党团 |
| 2014     | 24 / 24      | 1 / 7        | 2 / 121      | 31,850   | 1.32%       | 政府支持党团 |
| 2017     | 17 / 17      | 0 / 7        | 0 / 120      | 30,580   | 1.18%       | 在野党       |
| 2020     | 7 / 21       | 1 / 7        | 2 / 120      | 33,632   | 1.17%       | 中立议员     |

## 领导
领导：
| 聯席組長（女） | 聯席組長（女）     | 聯席組長（女） | 聯席組長（女）     | 聯席組長（女） | 聯席組長（男）      | 聯席組長（男） | 聯席組長（男）      | 聯席組長（男）     | 聯席組長（男）      |
|                | 姓名               | 肖像           | 任期               | 任期           |                     | 姓名           | 肖像                | 任期               | 任期                |
| -------------- | ------------------ | -------------- | ------------------ | -------------- | ------------------- | -------------- | ------------------- | ------------------ | ------------------- |
| 1              | 塔里亚娜·图里亚    |                | 2004 年 7 月 7 日  | 2014年9月      | 1                   | 皮塔沙普尔斯   |                     | 2004 年 7 月 7 日  | 2013 年 7 月 13 日  |
| 1              | 塔里亚娜·图里亚    | 2              | 2004 年 7 月 7 日  | 2014年9月      | 特乌鲁罗阿·弗拉维尔 |                | 2013 年 7 月 13 日  | 2018年7月          |                     |
| 2              | 马拉马·福克斯      | 2              |                    | 2014年9月      | 特乌鲁罗阿·弗拉维尔 | 2018年8月      | 2013 年 7 月 13 日  | 2018年7月          |                     |
| 办公室空置     |                    |                |                    |                |                     |                |                     |                    |                     |
| 3              | 黛比·恩加雷瓦-帕克 |                | 2020 年 4 月 15 日 | 现任           | 3                   | 约翰·塔米希尔  |                     | 2020 年 4 月 15 日 | 2020 年 10 月 28 日 |
| 3              | 黛比·恩加雷瓦-帕克 | 4              | 2020 年 4 月 15 日 | 现任           | 拉维里·维迪蒂       |                | 2020 年 10 月 28 日 | 现任               |                     |

党主席：
|   | 姓名              | 肖像 | 任期   | 任期   |
| - | ----------------- | ---- | ------ | ------ |
| 1 | 瓦塔朗吉·温尼亚塔 |      | 2004年 | 2009年 |
| 2 | 佩姆·伯德         |      | 2010年 | 2013年 |
| 3 | 奈达·格拉维什     |      | 2013年 | 2016年 |
| 4 | 图库·摩根         |      | 2016年 | 2017年 |
| 5 | 切·威尔逊         |      | 2018年 | 2022年 |
| 6 | 约翰·塔米希尔     |      | 2022年 | [ 44 ] |